# Spijk (Zevenaar)
Spijk – wieś w Holandii, w prowincji Geldria w gminie Zevenaar. Położona jest w pobliżu granicy holendersko-niemieckiej, w miejscu, gdzie przekracza ją rzeka Ren. Populacja wsi wynosi 695 osób (2020; 659 według innych źródeł).